# Епифановский сельский совет
Епифановский сельский совет (укр. Єпіфанівська сільська рада) — входит в состав
Кременского района
Луганской области
Украины.

## Населённые пункты совета
- с. Епифановка

## Адрес сельсовета
92942, Луганська обл., Кремінський р-н,
с. Єпіфанівка, вул. Жданова, 74; тел. 9-44-42  (укр.)